# Хав'єр Гіл
Хав'єр Гіл (кат. Xavier Gil; нар. 24 травня 1982, Андорра-ла-Велья) — андоррський футболіст, захисник клубу «Санта-Колома».
Насамперед відомий виступами за клуби «Андорра» та «Санта-Колома», а також за національну збірну Андорри.

## Клубна кар'єра
У дорослому футболі дебютував 2002 року виступами за команду клубу «Андорра», в якій провів один сезон.
Пізніше виступав за клуб «Санта-Колома», до складу якого приєднався 2003 року. Відіграв за команду із селища Санта-Колома наступний сезон своєї ігрової кар'єри.
2004 року повернувся до клубу «Андорра». Цього разу провів у складі його команди три сезони.
До складу клубу «Санта-Колома» знову приєднався 2007 року.

## Виступи за збірну
У 2001 році дебютував в офіційних матчах у складі національної збірної Андорри. Наразі провів у формі головної команди країни 3 матчі.

## Титули і досягнення
- Чемпіон Андорри (4):

Санта-Колома: 2003-04, 2007-08, 2009-10, 2010-11
- Володар Кубка Андорри (3):

Санта-Колома: 2004, 2007, 2009
- Володар Суперкубка Андорри (3):

Санта-Колома: 2003, 2007, 2008